# Шипов, Иван Павлович (1793)
Иван Павлович Шипов (1793, Костромская губерния — 1845, Ярославль) — генерал-майор русской императорской армии.

## Биография
Происходил из дворянского рода Шиповых. Родился в 1793 году в селе Бельково Солигаличского уезда Костромской губернии. Отец — надворный советник, солигаличский уездный предводитель дворянства Павел Антонович Шипов; мать — Елизавета Сергеевна Щулепникова (дочь С. А. Щулепникова).
Братья: Сергей (1790—1876) (генерал, сенатор), Александр (1800—1878), Дмитрий (1805—1882), владел бумагопрядильной фабрикой и механическим заводом); Николай (1806—1887). Сестры — Мария (1792—1874), Надежда (1795—1877), Елизавета (1796—1883), Домна, в замужестве Веселовская (1802—1862).
Получил домашнее образование. Поступил в 1809 году подпрапорщиком в лейб-гвардии Преображенский полк, в 1820 году был произведён в полковники, в 1821 году утверждён батальонным командиром, а в 1825 году принял в командование лейб-гвардии Гренадерский полк. В 1828 году произведён в генерал-майоры и назначен командиром лейб-гвардии Гренадерского полка. В 1833 году был назначен состоять по армии.
Принимал участие в Отечественной войне 1812 года и Заграничных походах 1813—1814 годов.
Член Союза спасения (принят П. И. Пестелем) и Союза благоденствия (член Коренного совета, участник Петербургских совещаний 1820 года). После восстания декабристов. Был привлечён к следствию, по высочайшему повелению прощён и освобождён без последствий.
В 1826 году, выступив 10 марта из Петербурга с сводным лейб-гвардейским полком численностью 1336 человек к персидской границе. Воюя против персов под начальством Ермолова и Паскевича, полк первым вошёл в Нахичевань, Аббас-Аббад (с боем) и Эривань (с боем). Полк был собран из солдат, принявших участие в восстании декабристов и определённых «смывать позор кровью врагов Отечества» (из 37 офицеров таковых оказалось 8, в полку также служил А. И. Майборода). В течение 1827 года И. П. Шипов неоднократно управлял работами в траншеях, лично участвовал в нескольких сражениях и три раза назначался комендантом покорённых крепостей. Особенно отличился при разбитии и преследовании принца Аббас Мирзы 5 июля и 1 октября 1827 года. Полку под его командованием после победы в войне было доверено сопровождать в Петербург контрибуционное золото и военные трофеи.
В ходе польского восстания в 1831 году с лейб-гвардии Гренадерским полком сначала прикрывал сообщение с Прусской границей, потом при отступлении мятежников, под командой генерала-адъютанта Карла Бистрома, участвовал 8 мая 1831 года в сражении при деревне Рудки и 26 августа того же года при штурме Варшавы. Здесь двумя ротами он защитил примыкающий к Иерусалимской заставе редут от нападений превышавшего его численностью неприятеля.
Отличался заботой о подчинённых.
Скончался 21 октября (2 ноября) 1845 года в Ярославле, похоронен в Толгском монастыре.

## Семья
Жена (с 26 июля 1830 года) — Ольга Авдиевна Супонева (12 октября 1803 — 6 января 1866) — дочь владимирского губернатора А. Н. Супонева. Дети: Авдий, Павел (12.05.1835— ?; крестник П. А. Тучкова и бабушки М. П. Супоневой), Михаил, Елизавета и Мария.

## Награды
российские:
- Орден Святого Георгия 4-й степени
- Орден Святого Владимира 4-й степени
- Орден Святого Владимира 3-й степени
- Орден Святой Анны 2-й степени
- Орден Святой Анны 1-й степени

иностранные:
- Прусский орден Железный крест
- Персидский орден Орден Льва и Солнца 2-й степени[5]